# سمساری

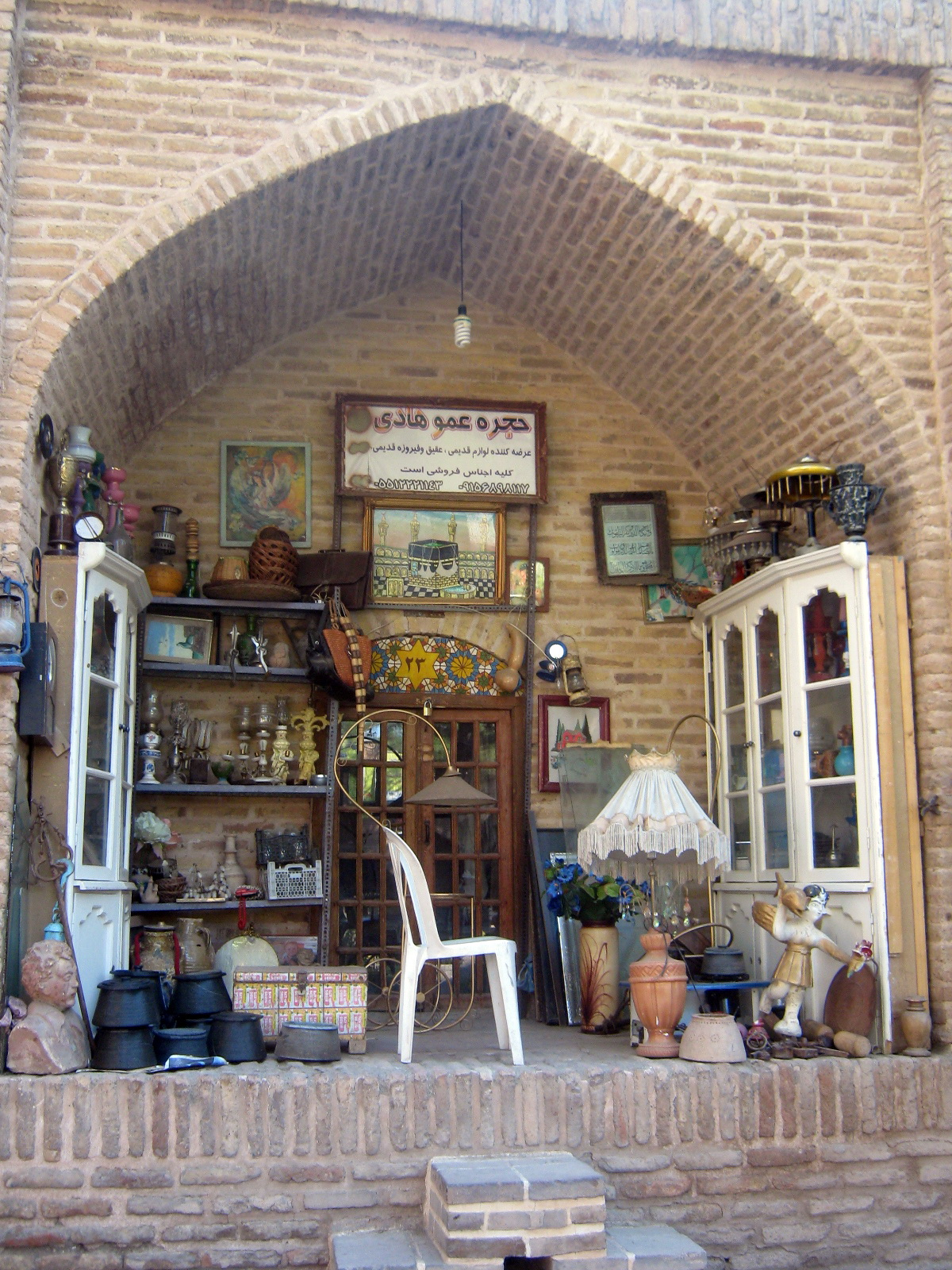
یک سمساری در کاروانسرای شاه‌عباسی نیشابور

سِمساری مکانی است که در آن کالاهای دست دوم به خرید و فروش می‌رسند.
مغازه گروبرداری نوعی از سمساری در برخی کشورهای عمدتاً غربی است که در قبال دریافت کالا به صورت امانت، پول نقد به عنوان وام مدت دار در اختیار شخص می‌گذارند.
تفاوت اصلی سمساری با عتیقه‌ فروشی در این است که سمساری بر کالاهای کاربردی تمرکز دارد، در حالی که عتیقه‌ فروشی به ارزش تاریخی و هنری اشیاء اهمیت می‌ دهد.
گسترش مقاله و افزودن توضیح تفاوت سمساری با عتیقه‌ فروشی به همراه منبع.